# Le notti difficili (antologia)
Le notti difficili è una raccolta di racconti ed elzeviri di Dino Buzzati pubblicata in prima edizione nel mese di settembre del 1971.

## Storia editoriale
L'antologia, pubblicata nel settembre del 1971 è l'ultima opera di Dino Buzzati curata dallo scrittore prima della sua morte cui seguì, postumo, il libro Cronache terrestri. Buzzati lavorò alla raccolta scegliendo e correggendo racconti ed elzeviri già pubblicati su riviste e quotidiani, la maggior parte su il Corriere della Sera, e alcuni altri inediti. L'antologia è permeata dalle tematiche maggiormente rappresentative dell'autore e fortemente autobiografiche.

## Racconti

### Il Babau
Era intollerabile, secondo lui, che per educare bambini si ricorresse ancora a stolte superstizioni che potevano creare nell'acerba psiche dei penosi complessi. Fece una predica alla ragazza che se ne andò piangendo e lui stesso mise in letto il figliolo il quale ben presto si quietò.

La notte medesima il Babau, lievitando a mezz'aria come era suo costume, si presentò nella camera dove l'ingegnere Paudi dormiva da solo, procurandogli qualche minuto di orgasmo.

Il Babau, come è noto, assumeva, a seconda dei paesi e delle costumanze locali, forme diverse.»
(Dino Buzzati, Il Babau)

### Il buon nome
Il conte Attilio Fossadoro, un magistrato in pensione, una sera si sente male per aver mangiato e bevuto troppo e perde coscienza sul letto di casa sua. Preoccupati, la moglie e il medico curante, il dottor Albrizzi, ricorrono ad un illustre luminare della medicina, l'anziano Professor Sergio Leprani, che diagnostica al conte Fossadoro un embolo cerebrale con prognosi molto infausta. Nonostante ciò, il mattino dopo il dottor Albrizzi si reca di nuovo a Villa Fossadoro e scopre con sorpresa che il conte Fossadoro sta molto meglio e il malore dell'altra sera era meramente dovuto ad una semplice indigestione anziché un embolo cerebrale. La notizia della buona salute del conte non è comunque benvenuta dall'assistente del Professor Leprani, il Professor Marasca che vuole a tutti i costi difendere la fama del suo professore. Proprio per questo cerca di convincere la contessa a preservare anche il "buon nome" della famiglia Fossadoro, che rimarrebbe danneggiato se tutti sapessero gli eccessi nel mangiare e nel bere dell'anziano conte. Proprio per questo, nell'occasione dell'onomastico di una nipote del Fossadoro, il Professor Marasca avvelena una fetta di torta e il Conte Fossadoro muore. La novella termina con il Professor Marasca che comunica al suo superiore con gaudio che il conte Fossadoro è morto e che la sua fama di medico illustre è salva.

### Il sogno della scala
Riepilogo: un uomo (o uno spirito?) ha la capacità di inviare incubi alle vittime che sceglie. Racconta i suoi delitti dando un esempio tipico della sua attività, quello di un incubo inviato nel cuore della notte a Giulio Minervini, 45 anni, orafo e orologiaio.

### Crescendo
Sommario: Il racconto è composto da 11 paragrafi. L'autore presenta l'arrivo di un uomo alla signorina Motleri: in ogni paragrafo, viene descritto in modo diverso, e nel corso della narrazione, ciascuno degli 11 paragrafi lo descrive diversamente, rivelando in lui il mostro, o l'alieno , che è.

### Racconto a due
Riassunto: Due amici raccontano una storia: il primo inventa l'inizio, il secondo continua, il primo sviluppa la storia, il secondo aggiunge elementi. All'improvviso, in lontananza, un aereo subisce danni al motore e cade, prima di schiantarsi. Uno degli amici spiega all'altro che i personaggi che avevano appena inventato sono senza dubbio in questo aereo, e che comunque la loro vita assomiglia a questo aereo: lo schianto (la morte) è sempre inevitabile.

### Velocità della luce
Riassunto: Il narratore evoca la creazione di una linea ferroviaria nella valle, segno di progresso e modernità. I ferrovieri vengono assunti e faranno bene il loro lavoro. Poi, mezzo secolo dopo, parlò della chiusura della ferrovia, segno di progresso e modernità. Le speranze del passato sono svanite e i ferrovieri sono rimasti soli con i loro sogni, i loro ricordi e la loro follia.

### Smagliature del tempo
Riassunto: Il narratore indica tre strani eventi durante i quali passato, presente e futuro si fondono: un uomo che morirà 16 anni dopo; una persona sconosciuta che annuncia che la targa e una luce posteriore del veicolo saranno degradate; una nonna che sostiene di averlo già conosciuto cinquant'anni fa.

### I vecchi clandestini
Riepilogo: Yamashita, un pittore giapponese che vive a Parigi, ha un paio di occhiali molto speciali... Ti permettono di vedere la "vera" età delle persone, cioè il tempo che gli rimane da vivere.

### La moglie con le ali
Résumé: Una mattina, alle spalle di Lucina Venanzi, crescono le ali, con orrore del marito Georgio. Quest'ultimo ne parla alla madre, che gli consiglia di farsi consigliare dal parroco del paese. Il parroco pensa che sia un dono di Dio, e che forse Lucina si stia trasformando in un angelo. Georgio si rifiuta di rivelare il segreto di questa trasformazione ad altri membri della famiglia e amici intimi, e non desidera vedere un dottore ad ogni costo, in modo che il segreto sia il più completo possibile. Lucina ne ha abbastanza di questa nuova vita di clausura e fatica a sopportare la gelosia di Georgio. Quando lui è assente, lei scappa di casa e comincia a svolazzare nell'aria, ea fare scappatelle più o meno lontane, il più discretamente possibile. Un giorno incontra un uomo. Una cosa tira l'altra, si forma un idillio tra lei e l'uomo. Le sue ali poi scompaiono. Nota: questo racconto è il racconto più lungo della raccolta.

## Edizioni
- Dino Buzzati, Le notti difficili, Scrittori italiani e stranieri, 1ª ed., Milano, Mondadori, 1971.
- Dino Buzzati, Le notti difficili, introduzione di Domenico Porzio, Oscar Narrativa, n. 14, Milano, Mondadori, 1979.
- Dino Buzzati, Le notti difficili, Oscar Guide, Milano, Mondadori, 1980.
- (FR) Dino Buzzati, traduzione di Michel Sager, Collection Pavillons, Parigi, R. Laffont, 1972.
- (FR) Dino Buzzati, Les Nuits difficiles, nouvelles, Parigi, Le Livre de poche, 1975.
- (EN) Dino Buzzati, Restless night, selected stories of Dino Buzzati, a cura di Lawrence Venuti, traduzione di Lawrence Venuti, San Francisco, North Point Press, 1983.
- (EN) Dino Buzzati, Restless night, selected stories of Dino Buzzati, traduzione di Lawrence Venuti, Manchester, Carcanet Press, 1984.